# Complexul fostei conduceri a Zemstvei județene cu parcul aferent (Orhei)
Complexul fostei conduceri a Zemstvei județene cu parcul aferent este un complex de clădiri amplasat pe str. Vasile Mahu, 154, 156 în Orhei, Republica Moldova. Este un monument arhitectural de importanță națională inclus în Registrul monumentelor Republicii Moldova ocrotite de stat cu nr. 999 (raionul Orhei). Datează de la sf. sec. XIX.